# Harald Schwalbe
Harald Schwalbe (* 26. März 1966 in Frankfurt am Main) ist ein deutscher Chemiker und Hochschullehrer an der Johann Wolfgang Goethe-Universität Frankfurt am Main.
Schwalbe wurde 2002 Professor an der Goethe-Universität Frankfurt am Main und war dort von 2003 bis 2008 Dekan des Fachbereichs Chemie, Biochemie und Pharmazie. Am dortigen Institut für Organische Chemie und Chemische Biologie leitet er den Bereich „Strukturelle Chemie und Biologie/NMR-Spektroskopie“ und hält Grundvorlesungen zur organischen Chemie und Spezialvorlesungen im Bereich der Kernspinresonanzspektroskopie. Sein Forschungsschwerpunkt liegt in der Anwendung der NMR-Spektroskopie zur Untersuchung der Bausteine der Proteinbiosynthese: DNA, RNA und Proteinen.
Schwalbe ist stellvertretender geschäftsführender Direktor am Zentrum für Biomolekulare Magnetische Resonanz (BMRZ) der Goethe-Universität Frankfurt am Main.
Im Jahr 1999 wurde ihm der Gerhard-Hess-Preis verliehen.